# کریستال لیک (میزوری)
کریستال لیک (به انگلیسی: Crystal Lakes) یک شهر در ایالات متحده آمریکا است که در شهرستان ری، میزوری واقع شده‌است. کریستال لیک ۳٫۱۹ کیلومتر مربع مساحت و ۳۵۸ نفر جمعیت دارد و ۲۷۱ متر بالاتر از سطح دریا قرار دارد.